# Kamenuixka (Primórie)
|  | Per a altres significats, vegeu «Kamenuixka». |

Kamenuixka (en rus: Каменушка) és un poble del krai de Primórie, a l'Extrem Orient de Rússia, que en el cens del 2010 no tenia cap habitant.